# Grifola sordulenta
Grifola sordulenta är en svampart som först beskrevs av Jean François Montagne, och fick sitt nu gällande namn av Rolf Singer 1962. Grifola sordulenta ingår i släktet Grifola och familjen Meripilaceae.   Inga underarter finns listade i Catalogue of Life.